# ずっと先の話
『ずっと先の話』（ずっとさきのはなし）は、望月峯太郎による日本の漫画短編集。

## 概要
望月峯太郎が散発的に描いた様々なジャンルの漫画短編集。SF的な寓話や、コメディ、随筆的な作品、果ては作者の個人的趣味であるNBA観戦録などを収録している。

## 収録作品
- COLOR - 初出は週刊ヤングマガジン。1988年No.21-24、1989年No.1-5、No.7にて掲載。2001年には再構成、加筆、再彩色した上で同誌No.35に再掲載。
- リリカルロボット - 初出はコミック・キュー。1995年VOL.1にて掲載。
- ずっと先の話 - 初出はヤングマガジン海賊版。1989年No.4にて掲載。
- トゥルーラブ - 初出はヤングマガジン増刊エグザクタ。1994年No.2にて掲載。
- 僕ちゃん - 初出は週刊ヤングマガジン。1991年No.7、No.16、No.30、No.36/37にて掲載。
- ブッとばすわよっ！ - 初出はミスターマガジン。1992年No.18-19にて掲載。
- サマーオヴラヴ[1] - 初出は週刊ヤングマガジン。1996年No.33にて掲載。
- 私的マイケル・ジョーダン見聞記[2] - 初出は週刊ヤングマガジン。1997年No.1にて掲載。
- 私的NBAオールスター2001観戦記[3] - 初出は週刊ヤングマガジン。2001年No.16にて掲載。

## 各話あらすじ・概要
COLOR
気弱な少年トビオは、ある朝、唐突に現れた「審問犬」に「なんでもありの世界」に誘われる。そこは望めば何でも叶う世界であり、トビオは「弱虫の自分」の魂を捨てるが…。
リリカルロボット
ホーム・オートメーションの発達した時代の、とあるロボットの考察。
ずっと先の話
宇宙空間と地球、そこで起こる現象を擬人化して寓話的に描く、とある一家の騒動。
トゥルーラブ
思い込みの激しい女子高生ミカリンを軸に描かれる青春のひとコマ。
僕ちゃん
オカマではないと言い張る女性的な男子高校生吉原僕（よしわらぼく）は、個性的な友人の高美（タカビ）や鴨箸（カモノハシ）らに辟易しつつ、家庭の事情に思い悩んでいたが…。
ブッとばすわよっ！
スポーツインストラクターの大和撫子（やまとなでしこ）は、ある日、スポーツクラブで胡散臭そうな中年男に声をかけられ…。
サマーオヴラヴ
中学1年生の主人公は、夏祭りで見かけたクラスメートの少女に一目惚れするのだが…。
私的マイケル・ジョーダン見聞記
作者・望月峯太郎が憧れるNBAの「神様」ことマイケル・ジョーダンとの接見と、NBAを間近で観戦した感動をレポートタッチで描く。
私的NBAオールスター2001観戦記
作者・望月峯太郎がNBAオールスターを観戦し、アレン・アイバーソンのスーパープレーを目の当たりにした感動をレポートタッチで描く。

## 単行本
講談社KCデラックス全1巻。
- 2001年10月3日発売、ISBN 978-4-06-334453-0